# Ladão (rio)
Ladão ou Ládôn (em grego Λάδων), na mitologia grega, era um deus-rio da Arcádia, o deus do rio Ladão, que nascia no monte Cilene e era um afluente do rio Alfeu. Ele era filho de Oceano e Tétis, filhos de Urano e Gaia.
É citado como o rio que pode apagar as mágoas uma vez que banhado em suas águas. No mito, Deméter, após Posídon acasalar com a deusa e gerar Despina, foi a época da fome, pois Deméter ficou indignada e saiu do Olimpo, então a terra tornou-se estéril. Foi quando ela recebeu outros nomes como, a Negra por ter ficado de luto e também o nome de Erínia por causa de sua ira. A deusa, por fim, decidiu se banhar no rio Ládon e assim apagar as mágoas. Foi assim que Deméter resolveu voltar para o Olimpo.
Os autores antigos mencionam algumas ninfas que foram suas filhas, as Ladônides: Metope, Dafne, Telpusa e Têmis,. Metope foi esposa do deus-rio Asopo, com quem teve filhos e filhas. Dafne era virgem e, perseguida por Apolo, pediu ajuda a Gaia, que abriu a terra e a recebeu. Telpusa deu nome a uma cidade na Arcádia. Siringe é mencionada por Ovídio como irmã das ninfas que viviam perto do rio Ladão, ela foi perseguida por Pã, e foi transformada em uma planta, que Pã usou para fazer sua flauta.